# 大嵜爲之助

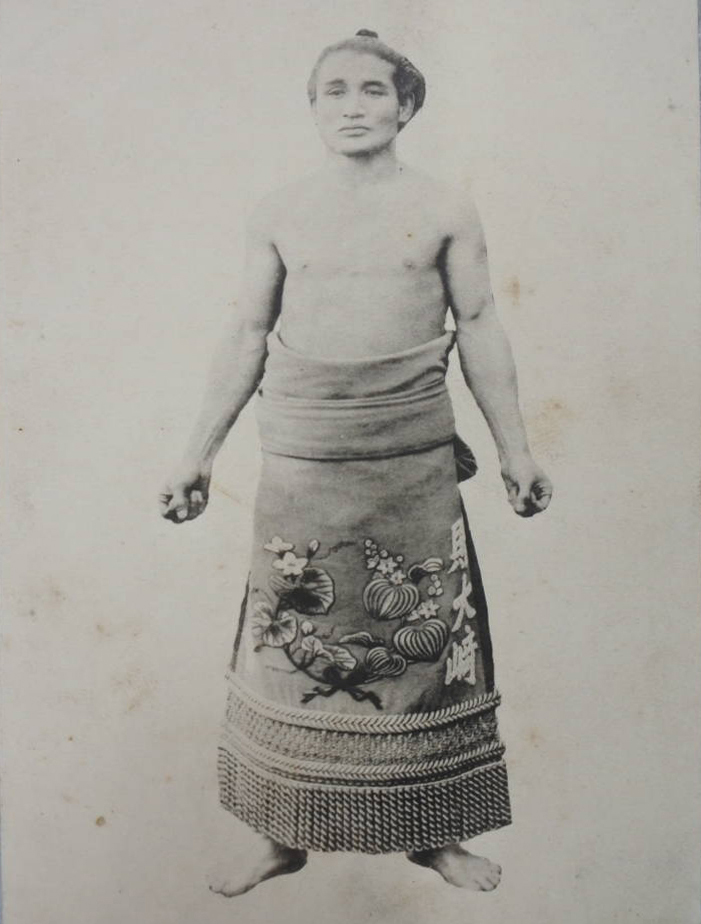

大嵜 爲之助（おおさき ためのすけ、1874年 - 1929年6月23日）は、現在の宮城県大崎市出身で尾車部屋、朝日山部屋、再度尾車部屋に所属した力士。世話人。本名は佐々木 爲之助。164cm、75kg。最高位は東前頭5枚目。

## 経歴
1893年5月初土俵、1900年5月十両昇進。その後大坂相撲に属したが、復帰し1905年1月入幕を果たす。大砲万右エ門の太刀持ち、露払いを務め、1910年1月に廃業したが、他に適職がなく1911年2月に角界に復帰。1915年1月に引退し世話人に転じた。

## 成績
- 幕内11場所22勝55敗23休10分預

## 改名
荒川→大嵜